# Gaby Roslin
Pour les articles homonymes, voir Roslin (homonymie).
Gaby Roslin est une actrice et une présentatrice de télévision anglaise née à Londres au Royaume-Uni le 12 juillet 1964.

## Biographie

### Débuts
Roslin est la fille d'un ancien animateur Radio de la BBC du nom de Clive Roslin. Elle est née et fut élevée à Londres. Elle suivit des cours au collège privé pour filles dénommé North London Collegiate School avant d'aller au Guildford School of Acting où elle apprit le métier d'actrice. Elle entama ensuite une carrière de présentatrice de télévision.

### Carrière
Roslin débuta en présentant l'émission Hippo sur la chaîne NBC Europe et puis Motormouth sur ITV de 1989 à 1992. À la fin de l'émission, elle fut approchée par la chaîne Planet 24 pour présenter un programme matinal dénommé The Big Breakfast avec Chris Evans. Evans quitta le show en 1994 et Roslin continua avec l'ancien acteur de la série Les Voisins du nom de Mark Little jusqu'en 1996.
Roslin présenta également l'émission Children in Need de 1994 à 2004. Ses autres émissions sur la BBC sont Watchdog Healthcheck, Whatever You Want  et A Question of TV. Elle présenta également sur la BBC avec d'autres présentateurs  2000 Today où elle fut la seule présentatrice à rester à l'antenne en permanence durant les 28 heures de l'émission.
En 2003, Roslin passa sur la chaîne Five où elle coprésenta The Terry and Gaby Show avec le présentateur Terry Wogan. Le show se termina le 26 mars 2004 après 200 émissions. En 2004, elle présenta à nouveau avec Terry Wogan la première édition de Making Your Mind Up qui succédait à l'émission A Song for Europe comme présélection pour le concours Eurovision de la chanson.  Elle fut remplacée les années suivantes par Natasha Kaplinsky.
En 2005, elle apparut sur scène lors d'une tournée nationale de la pièce tirée du film Quand Harry rencontre Sally. Elle interprète un rôle dans la pièce Chicago au West End theatre de Londres. Elle retourna également sur ITV pour présenter l'émission quotidienne Solution street avec Ben Shepherd. En février 2006, elle prit part sur la BBC à un show en duo avec l'ancien chanteur Martin Fry du groupe musical ABC  dénommé Just the Two of Us.

### Vie privée
Gaby Roslin fut mariée au musicien Colin Peel de 1995 à 2004 (année de son divorce). Ils eurent une fille en 2001 du nom de Libbi-Jack. En décembre 2006, Gaby Roslin eut une seconde fille du nom d'Amelie avec David Osman.